# 司馬靳
司馬靳（？—？），或稱司馬梗，秦國將領，夏陽（陝西韓城）人，伐蜀大將司馬錯之次孫，史學家司馬遷的七世祖。

## 生平
早年為名將武安君白起副手，與之參與長平之戰，坑殺趙長平軍數十萬，後與白起一起被秦昭王賜死于杜郵（今咸陽西郊），埋葬在華池。司馬靳之孫司馬昌為秦時鐵官。
白起的事跡多見於司馬遷著作《史記》的《白起王翦列傳》。司馬遷的遠祖司馬靳亦參與這次的戰役，後來與白起同被賜死杜郵，因此很可能是家史。